# Partit de Renovació Social (Angola)
El Partit de Renovació Social (portuguès Partido de Renovação Social, PRS) és un partit polític d'Angola, amb representació a l'Assemblea Nacional, fundat en 1990. Es basa principalment en el grup ètnic quioco (Chokwé). El partit es defineix com de centre-esquerra, amb ideologia federalista i progressista. El seu cap és Eduardo Kuangana.
Va participar per primer cop a les eleccions generals d'Angola de 1992, en les que va obtenir sis escons a l'Assemblea Nacional. En 1999 el partit passà un període de conflicte intern, en el que quatre diputats foresn expulsats.
El PRS va obtenir el 3,17% dels vots a les eleccions legislatives d'Angola de 2008 i aconseguí vuit escons dels 220 a l'Assemblea Nacional. Va obtenir bons resultats a les províncies de Lunda-Sud i Lunda-Nord, on va obtenir el segon lloc després del partit més votat, el MPLA.
A les eleccions legislatives d'Angola de 2012 la seva representació es va veure reduïda a tres escons.

### Resultats electorals
| Any  | Líder            | Vots    | %     | Escons  | +/– | Posició | Govern   |
| ---- | ---------------- | ------- | ----- | ------- | --- | ------- | -------- |
| 1992 | Rui Pereira      | 89,875  | 2.27% | 6 / 220 | Nou | 5è      | Oposició |
| 2008 | Eduardo Kuangana | 204,746 | 3.17% | 8 / 220 | 2   | 3r      | Oposició |
| 2012 | Eduardo Kuangana | 98,233  | 1.71% | 3 / 220 | 5   | 4t      | Oposició |
| 2017 | Benedito Daniel  | 92,222  | 1.35% | 2 / 220 | 1   | = 4t    | Oposició |
| 2022 | Benedito Daniel  | 71,351  | 1.14% | 2 / 220 | =   | 3r      | Oposició |